# White Bluff
White Bluff est une municipalité américaine située dans le comté de Dickson au Tennessee.
Selon le recensement de 2010, White Bluff compte 3 206 habitants. La municipalité s'étend sur 5,93 milles carrés (15,36 km2).
Le fort de White Bluffs est fondé en 1806 lors de l'ouverture de la forge du même nom. Il est nommé d'après les falaises blanches (en anglais : white bluffs) qui surplombent la Turnbull Creek.